# Lepidostoma lescheni
Lepidostoma lescheni är en nattsländeart som beskrevs av Bowles, Mathis och Weaver 1994. Lepidostoma lescheni ingår i släktet Lepidostoma och familjen kantrörsnattsländor. Inga underarter finns listade i Catalogue of Life.